# Il piatto piange (film)
Il piatto piange è un film italiano del 1974 diretto da Paolo Nuzzi, tratto dall'omonimo romanzo di esordio di Piero Chiara pubblicato nel 1962.  La pellicola ricostruisce la vita di provincia negli anni del fascismo. 

## Trama
Gli ozi, i contrasti, la quotidianità di un gruppo di amici durante il ventennio fascista: essi trascorrono i giorni (e spesso le notti) giocando interminabili partite a carte e andando a caccia di donne.
Sullo sfondo della vicenda la Luino degli anni '30 tra scherzi, amori, fascisti, prostitute e personaggi vari.

## Produzione
Il film è stato quasi interamente girato a Orta San Giulio sul lago d'Orta, in Piemonte, mentre il romanzo di Chiara è ambientato a Luino, sulla sponda lombarda del lago Maggiore.

## Distribuzione
Il DVD è uscito nel 2012.